# Thomsonfly
Thomsonfly war eine britische Fluggesellschaft mit Sitz in Luton. Sie gehörte zum Reisekonzern TUI und hat sich 2008 mit First Choice Airways zu heutigen TUI Airways zusammengeschlossen.

## Geschichte
Das Unternehmen wurde 1962 unter dem Namen Euravia in der Nähe von Luton gegründet. Schon zwei Jahre später änderte sich der Name in Britannia Airways. 1965 wurde die Gesellschaft von Thomson Travel (heute TUI) übernommen.
Im Rahmen der Vereinheitlichung der TUI Airlines änderte sich der Name 2005 in Thomsonfly, entsprechend dem britischen TUI-Markennamen Thomson. Seit 1. Mai 2008 betrieb Thomsonfly gemeinsam mit First Choice Airways eine gemeinsame Flotte, die seit 1. Mai 2009 unter der neuen Marke Thomson Airways auftritt. Bereits zum 1. November wurde der Flugbetrieb zur neuen Fluggesellschaft überführt.

## Ziele
Thomsonfly flog von 20 britischen Flughäfen aus insgesamt über 80 Ziele weltweit an, wie z. B. den Flughafen Salzburg sowie in den Wintermonaten den Flughafen Innsbruck, Österreich.

## Flotte
Im April 2008 bestand die Flotte von Thomsonfly aus 50 Flugzeugen:
- 11 Boeing 737-300
- 02 Boeing 737-500
- 08 Boeing 737-800
- 18 Boeing 757-200
- 03 Boeing 767-200ER
- 08 Boeing 767-300ER

Außerdem besaß Thomsonfly noch kleinere Maschinen, wie zum Beispiel Mooney.

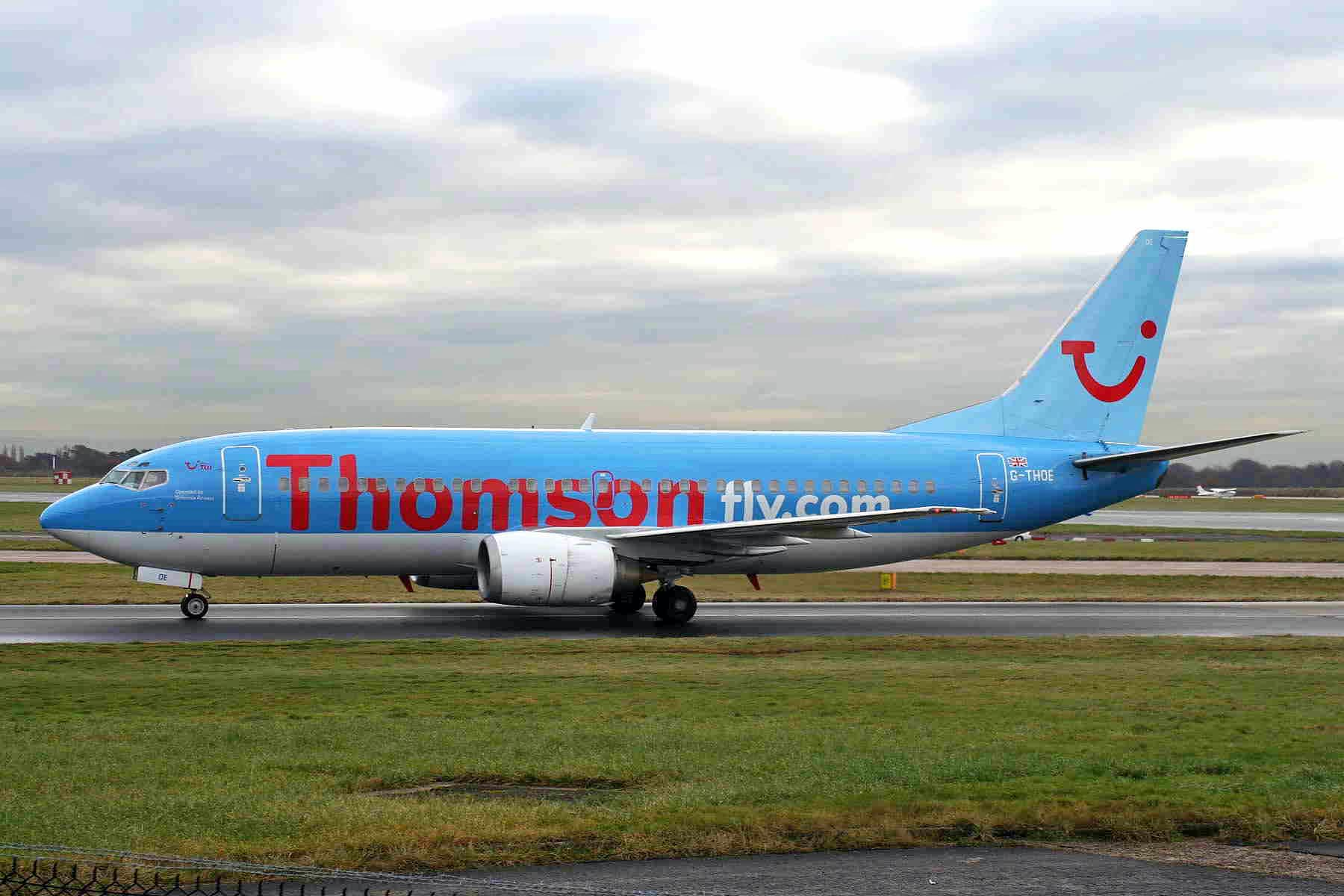
Boeing 737-300
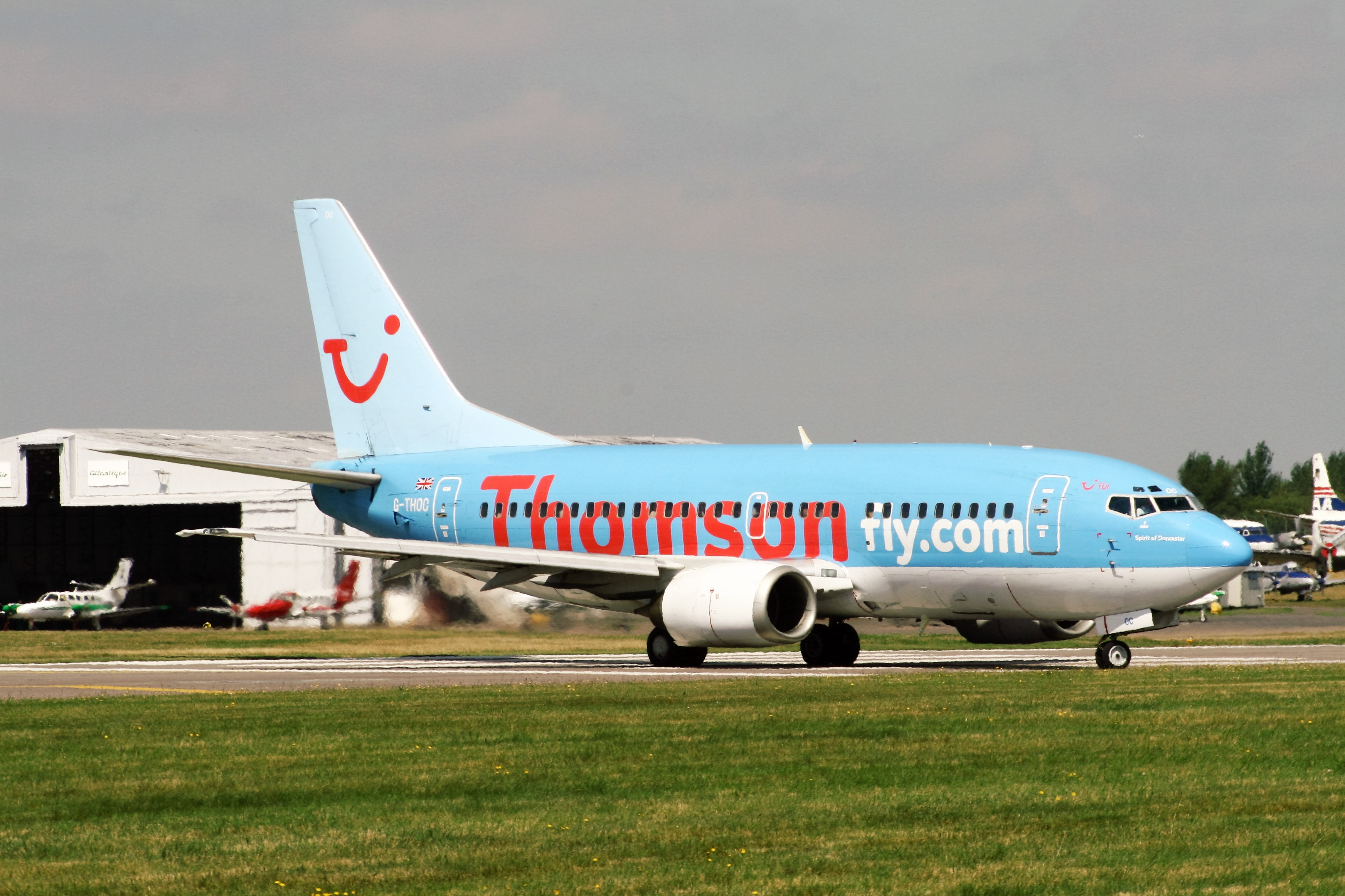
Boeing 737-500
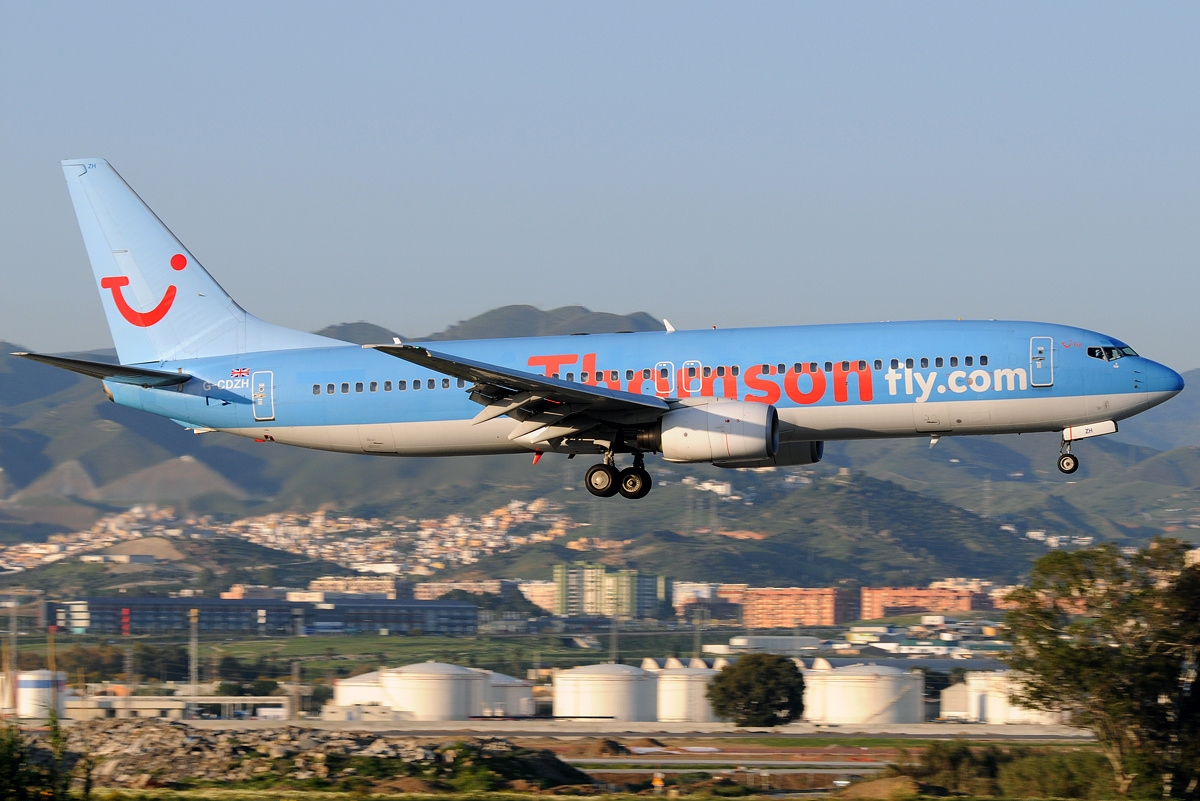
Boeing 737-800
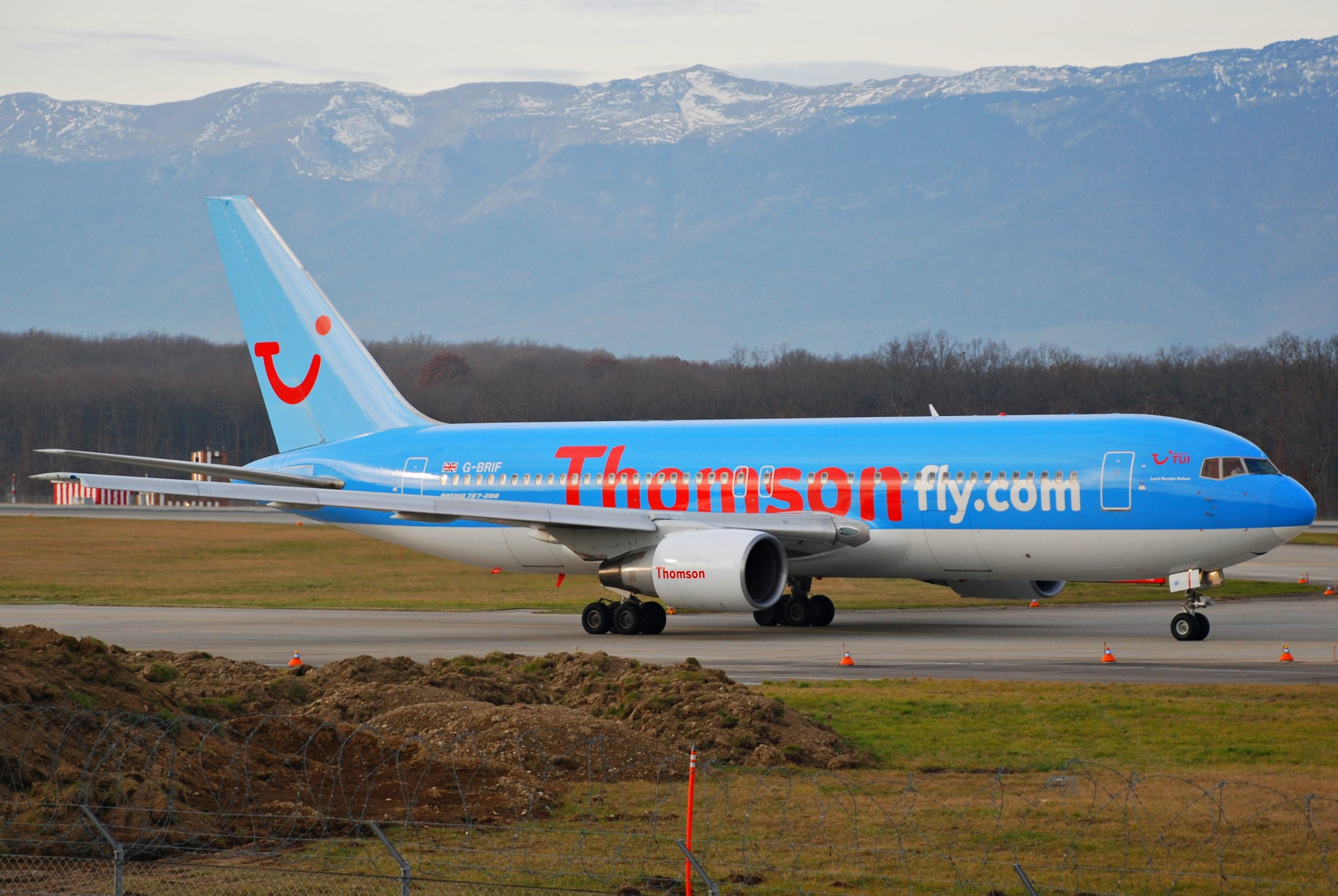
Boeing 767-200ER
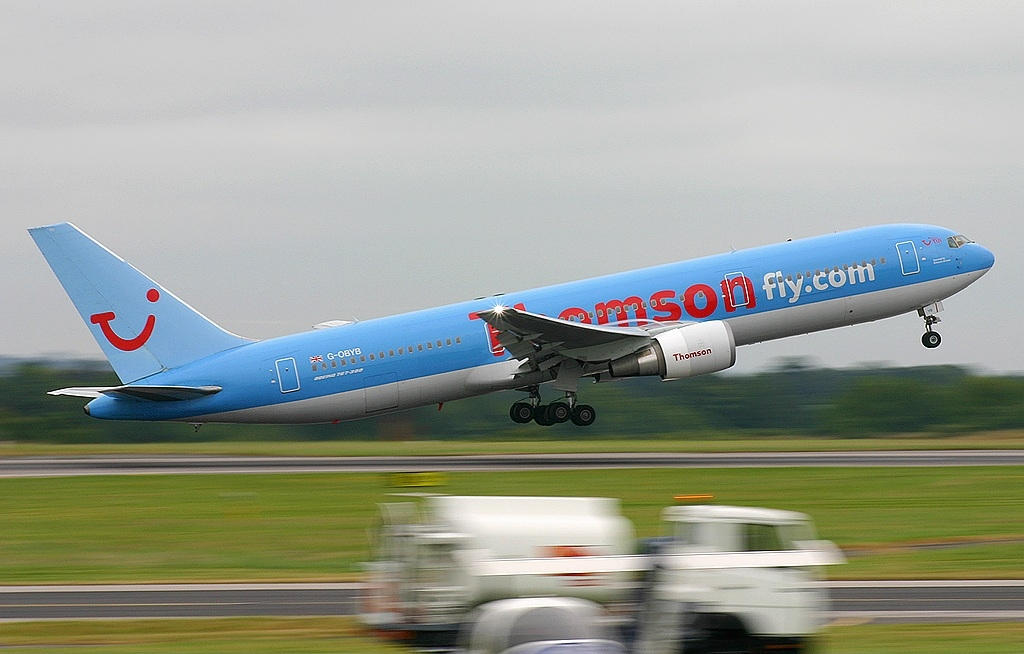
Boeing 767-300ER